# Liste von Orgelkomponisten
In die Liste von Orgelkomponisten sind Namen von Komponisten solistischer Orgelmusik eingetragen, die umfassende Bekanntheit erlangt haben. Die Namen in der Liste sind chronologisch nach Geburtsjahr angeordnet. Falls noch kein Artikel angelegt worden ist, wird bei neuen Eintragungen um eine kurze, stichpunktartige Information über Lebensdaten, Wirkungsstätten und gegebenenfalls besondere Leistungen gebeten.

## Renaissance
- Paul Hofhaimer (1459–1537)
- Leonhard Kleber (1495–1556)
- Antonio de Cabezón (1510–1566)

## Barock
- Hieronymus Praetorius (1560–1629)
- Jan Pieterszoon Sweelinck (1562–1621)
- Jean Titelouze (1563–1633)
- Girolamo Frescobaldi (1583–1643)
- Francisco Correa de Arauxo (1584–1654)
- Samuel Scheidt (1587–1654)
- Heinrich Scheidemann (um 1596 – 1663)
- Franz Tunder (1614–1667)
- Johann Erasmus Kindermann  (1616–1655)
- Johann Jakob Froberger (1616–1667)
- Matthias Weckmann (vor 1619 – 1674)
- Dietrich Buxtehude (1637–1707)
- Juan Bautista José Cabanilles (1644–1712)
- Johann Pachelbel (1653–1706)
- Georg Muffat (1653–1704)
- Vincent Lübeck (1654–1740)
- Georg Böhm (1661–1733)
- Nicolaus Bruhns (1665–1697)
- Louis Marchand (1669–1732)
- Nicolas de Grigny (1672–1703)
- Jean-Adam Guilain (Johann Adam Wilhelm Freinsberg, um 1680 – nach 1739)
- Jean-François Dandrieu (1682–1738)
- Johann Gottfried Walther (1684–1748)
- Johann Sebastian Bach (1685–1750)
- Georg Friedrich Händel (1685–1759)

## Klassik
- Johann Ernst Eberlin (1702–1762)
- John Stanley (1712–1786)
- Johann Ludwig Krebs (1713–1780)
- Josef Seger (1716–1782)
- Claude Balbastre (1724–1799)
- Johann Gottfried Müthel (1728–1788)
- Antonio Soler (1729–1783)
- Johann Christian Kittel (1732–1809)
- Jan Křtitel Vaňhal (1739–1813)
- Jan Křtitel Kuchař (1751–1829)
- Samuel Wesley (1766–1837)
- Christian Heinrich Rinck (1770–1846)
- Martin Vogt (1781–1854)

## Romantik
- Alexandre-Pierre-François Boëly (1785–1858)
- Felix Mendelssohn Bartholdy (1809–1847)
- Adolf Friedrich Hesse (1809–1863)
- August Gottfried Ritter (1811–1885)
- Franz Liszt (1811–1886)
- Nils Wilhelm Gade (1817–1890)
- Louis James Alfred Lefébure-Wély (1817–1869)
- Georg Schmitt (1821–1900)
- César Franck (1822–1890)
- Jacques-Nicolas Lemmens (1823–1881)
- Anton Bruckner  (1824–1896)
- Gustav Adolf Merkel (1827–1885)
- Johannes Brahms (1833–1897)
- Julius Reubke (1834–1858)
- Camille Saint-Saëns (1835–1921)
- Alexandre Guilmant (1837–1911)
- Otto Dienel (1839–1905)
- Josef Rheinberger (1839–1901)
- Charles-Marie Widor (1844–1937)
- Eugène Gigout (1844–1925)
- Robert Fuchs (1847–1927)
- Philipp Wolfrum (1854–1919)
- Edward Elgar (1857–1934)
- Otto Barblan (1860–1943)
- Hans Fährmann (1860–1940)
- Marco Enrico Bossi (1861–1925)
- Ludwig Thuille (1861–1907)
- Léon Boëllmann (1862–1897)
- Wilhelm Middelschulte (1863–1943)
- Gabriel Pierné (1863–1937)
- Joseph Renner jun. (1868–1934)
- Charles Tournemire (1870–1939)
- Louis Vierne (1870–1937)
- Camillo Schumann (1872–1946)
- Max Reger (1873–1916)
- Joseph Jongen (1873–1953)
- Charles Ives (1874–1954) (Variations on „America“)
- Franz Schmidt (1874–1939)
- Feliks Nowowiejski (1877–1946)
- Sigfrid Karg-Elert (1877–1933)
- Augustin Barié (1883–1915)
- Marcel Dupré (1886–1971)
- Heinrich Kaminski (1886–1946)
- Gerard Bunk (1888–1958)
- Rued Langgaard (1893–1952)

## Moderne
- Paul Hindemith (1895–1963)
- Johann Nepomuk David (1895–1977)
- Francis Poulenc (1899–1963) (Konzert für Orgel, Streicher und Pauke g-moll)
- Ernst Pepping (1901–1981)
- Maurice Duruflé (1902–1986)
- Günter Raphael (1903–1960)
- Flor Peeters (1903–1986)
- Theophil Laitenberger (1903–1996)
- Joseph Ahrens (1904–1997)
- Hermann Schroeder (1904–1984)
- Alfred Baum (1904–1993)
- Helmut Bornefeld (1906–1990)
- Jean Langlais (1907–1991)
- Hugo Distler (1908–1942)
- Olivier Messiaen (1908–1992)
- Miguel Bernal Jiménez (1910–1956)
- Jehan Alain (1911–1940)
- Albert Jenny (1912–1992)
- John Serry senior (1915–2003)
- Siegfried Reda (1916–1968)
- Max Baumann (1917–1999)
- Peter Racine Fricker (1920–1990)
- Johannes Driessler (1921–1998)
- György Ligeti (1923–2006) (Volumina, 2 Etüden)
- Anton Heiller (1923–1979)
- Pierre Cochereau (1924–1984)
- Willem Hendrik Zwart (1925–1997)
- Giselher Klebe (1925–2009)
- Herbert Baumann (1925–2020)
- Bertold Hummel (1925–2002)
- Ruth Zechlin (1926–2007)
- Bengt Hambraeus (1928–2000)
- Manfred Kluge (1928–1971)
- Petr Eben (1929–2007)
- Jean Guillou (1930–2019)
- Walther R. Schuster (1930–1992)
- Peter Hurford (1930–2019)
- Wolfgang Stockmeier (1931–2015)
- Mauricio Kagel (1931–2008) (Improvisation ajoutée)
- Karl-Erik Welin (1934–1992)
- William Mathias (1934–1992)
- Robert T. Anderson (1934–2009)
- Augustinus Franz Kropfreiter (1936–2003)
- Yves Devernay (1937–1990)
- Robert Maximilian Helmschrott (* 1938)
- Franz Hummel (1939–2022)
- Jean-Pierre Leguay (* 1939)
- Tilo Medek (1940–2006)
- Daniel Roth (* 1942)
- Michael Radulescu (1943–2023)
- Hans Uwe Hielscher (* 1945)
- Wolfram Rehfeldt (* 1945)
- Zsolt Gárdonyi (* 1946)
- Hartmut Schmidt (* 1946)
- Peter Planyavsky (* 1947)
- Theo Brandmüller (1948–2012)
- Kalevi Aho (* 1949)
- Thomas Meyer-Fiebig (* 1949)
- Albert Schönberger (* 1949)
- Carl Verbraeken (* 1950)
- Rupert Gottfried Frieberger (1951–2016)
- Theo Wegmann (* 1951)
- George C. Baker (* 1951)
- Naji Hakim (* 1955)
- Andreas Willscher (* 1955)
- Thomas Daniel Schlee (* 1957)
- Kalevi Kiviniemi (1958–2024)
- Hans-Ola Ericsson (* 1958)
- Shigeru Kan-no (* 1959)
- Ludger Stühlmeyer (* 1961)
- Christian Minkowitsch (1962–2018)
- Thierry Escaich (* 1965)
- Frederik Magle (* 1977)
- Dominik Susteck (* 1977)
- Mathias Rehfeldt (* 1986)
- Elias Praxmarer (* 1994)